# Centre de services communautaires du Monastère

Logo

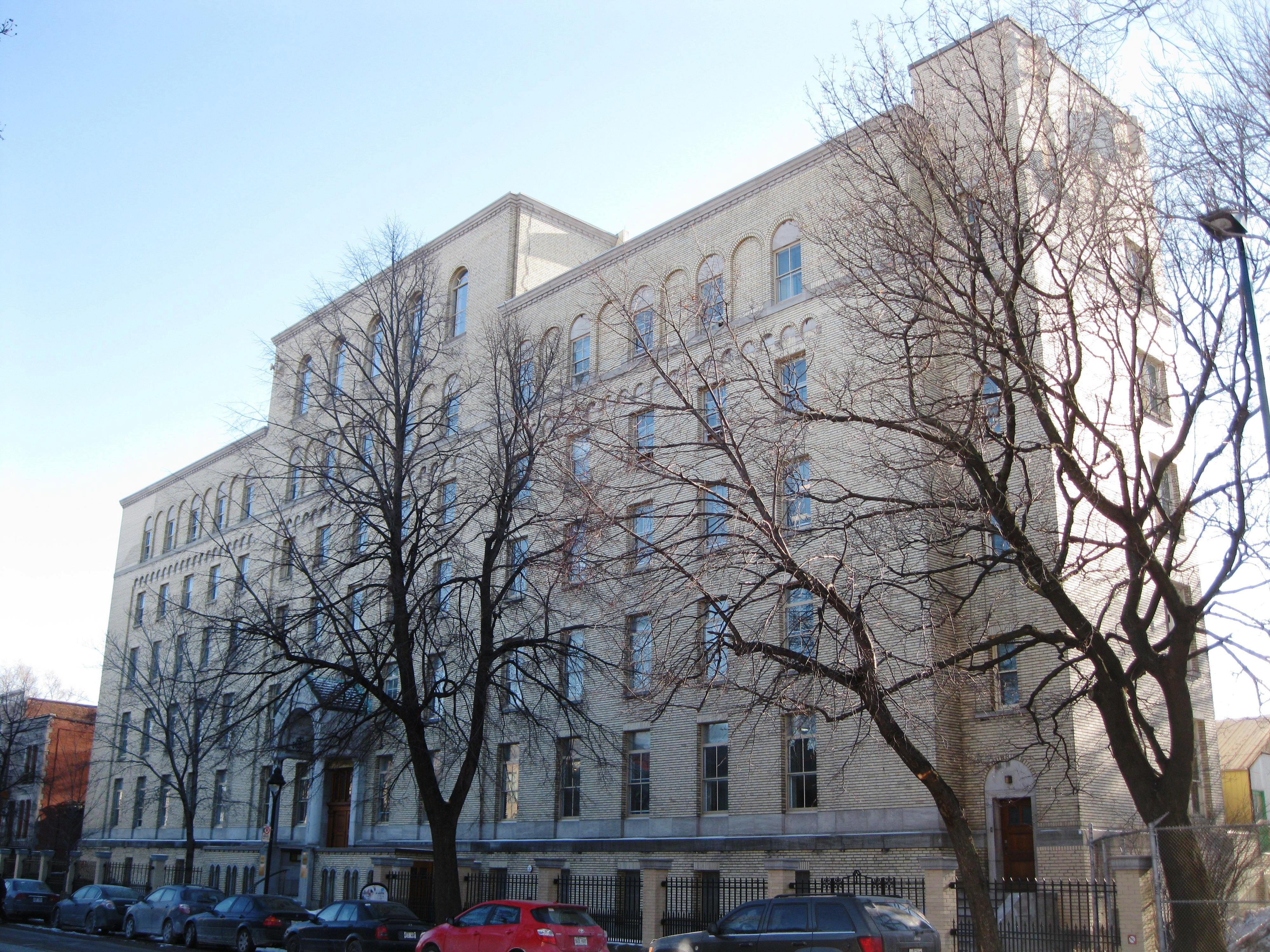
Monastère, 4450, rue Saint-Hubert, Montréal

Le Centre de services communautaires du Monastère est un carrefour de services à la population et un catalyseur pour le développement social et communautaire du Plateau Mont-Royal. Il est situé dans le Monastère des pères du très-Saint-Sacrement, au 4450, rue Saint-Hubert, Montréal,.

## Monastère des pères du très-Saint-Sacrement
Le Monastère des pères du très-Saint-Sacrement a été construit en 1929 d’après les plans de l’architecte Séraphin A. Cyr datant de 1928. Toutefois, il est important de souligner que l’architecte Ernest Cormier, bien connu pour ses travaux (Université de Montréal, La Cour Suprême à Ottawa, etc.), avait d’abord soumis des esquisses pour le Monastère en 1927. Même si M. Cormier s’est retiré du dossier lorsque les Pères décidèrent de procéder à la construction, le bâtiment porte sa marque, notamment par le style néo-roman de l’édifice et les matériaux utilisés.

## Projet de développement du site
En septembre 1994, l’administration municipale présentait au comité conseil d’arrondissement Plateau Mont-Royal / Centre Sud, un projet de développement du site de la station Mont-Royal. Avec le temps, ce projet allait évoluer vers un concept global de réaménagement du secteur, tenant compte de la valeur patrimoniale des bâtiments qui le bordent, du caractère central du site et des besoins des citoyens.
Un comité de citoyens et d’organismes du quartier a pris en charge le processus devant mener à la conversion du Monastère. À la fin de l’été 1997, la Corporation du Centre de services communautaires du Monastère est légalement constituée.

## Travaux
À la fin de décembre 1998, la signature de la convention de cession de l’immeuble marque officiellement le début des travaux. Selon l’entente conclue, l’ensemble de l’immeuble et le terrain, incluant le stationnement, ont été cédés à la Corporation. En contrepartie, le Centre de services communautaires du Monastère s’est engagé à loger les membres de la communauté aux étages supérieurs de l’immeuble et à offrir les 30 000 pieds carrés restants à des organismes sans but lucratif.
Au printemps 1999, les premiers locataires prenaient possession de leurs nouveaux locaux. En août 1999, les travaux s’achevaient dans les derniers espaces non occupés permettant aux organismes de compléter leur installation. Finalement, le 8 novembre 1999, le nouveau Centre de services communautaires du Monastère était inauguré.

## Organismes locataires
Le Centre de services communautaires du Monastère regroupe les organismes suivants :
- Autisme et troubles envahissants du développement Montréal (ATEDM)
- Corporation de développement communautaire Action Solidarité Grand Plateau (CDC ASGP) Table des quartiers Saint-Louis, Mile-End et Plateau Mont-Royal
- Centre de Lecture et d’Écriture (Clé Montréal)
- Comité du Logement du Plateau Mont-Royal (CLPMR) (Défense des droits et lutte pour le droit au logement)
- L’Hirondelle, Services d’accueil et d’intégration des immigrants
- Plumeau, chiffon et compagnie (Services d’entretien ménager)
- Projet Changement - Centre communautaire pour aînés
- Resto Plateau (Services d’insertion sociale et professionnelle)
- La Société d'histoire et de généalogie du Plateau-Mont-Royal